# Della Falls
Die Della Falls sind ein Wasserfall im Strathcona Provincial Park auf Vancouver Island und gilt als einer der höchsten Wasserfälle in Kanada.

## Lage
Die Della Falls befinden sich in 60 km (37 mi) Entfernung von der Stadt Port Alberni, British Columbia im Strathcona Provincial Park.

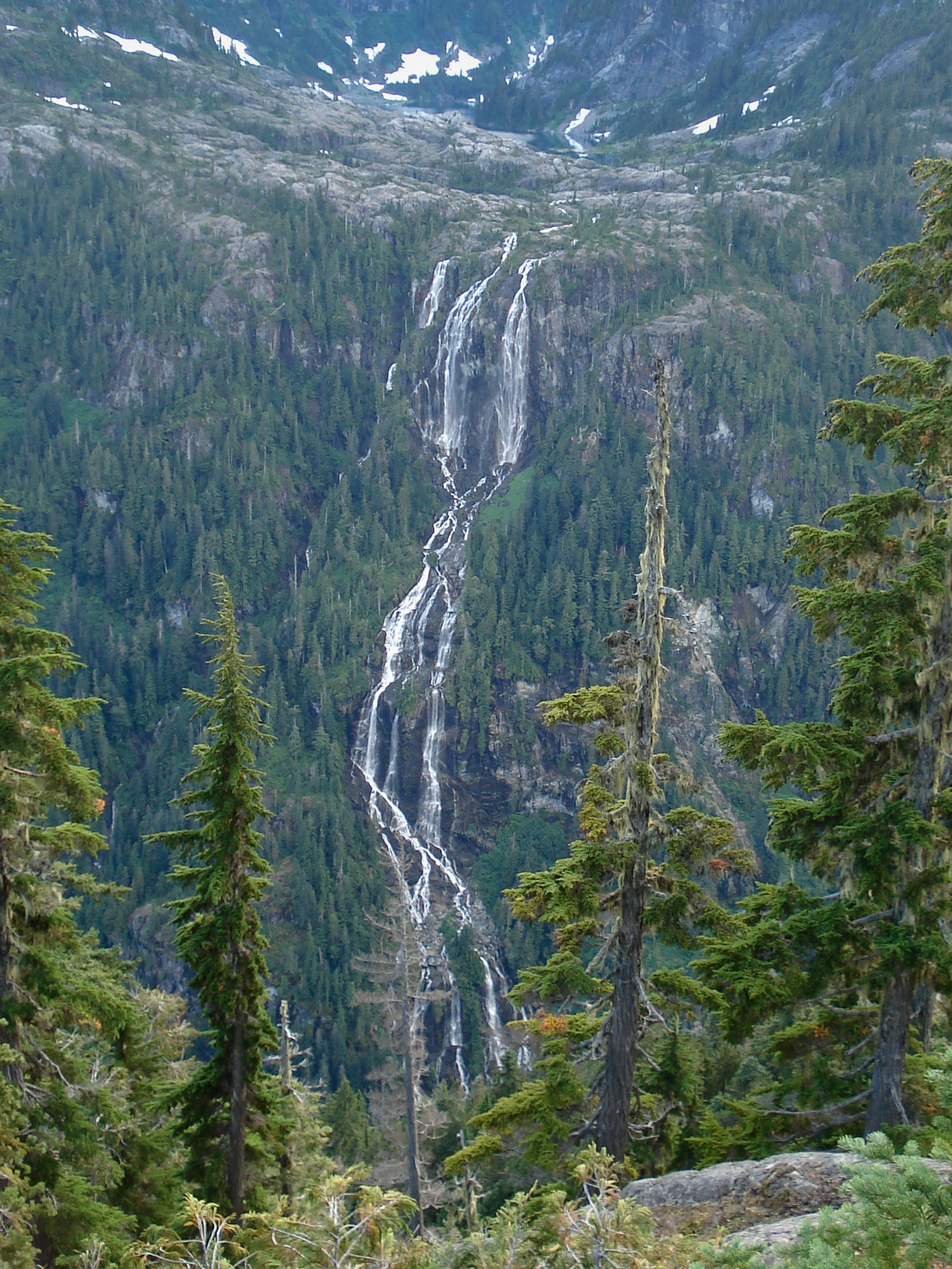
Die Wasserfälle aus Blickrichtung Wanderweg zum Love Lake

Der einzige Weg, die Della Falls zu erreichen, außer mit einem Hubschrauber, ist zunächst die Überquerung des kompletten Great Central Lake mit dem Boot. Die einzige Straße, die zum See führt, befindet sich auf der gegenüberliegenden Seite des Strathcona Parks. Nachdem 35 km (21 mi) auf dem See befahren wurden, gelangt man zu einem Pier, das den Beginn des Parks kennzeichnet sowie einen Campingplatz, der als Basiscamp benutzt werden kann, bevor man den 15 km (9 mi) langen Aufstieg zum Plateau des Wasserfalls angeht. Weitere Campingplätze existieren entlang des Weges und in der Nähe des Wasserfalls. Für die als mittelschwer eingestufte Wanderstrecke, von der ein Abschnitt einer alten Bahnstrecke folgt, benötigt man ungefähr sieben Stunden.

## Entdeckung
Im Jahr 1899 entdeckte der Geologe und Trapper Joe Drinkwater die Della Falls und benannte diese nach seiner Frau. Drinkwater baute zudem einen 16 km (10 mi) langen Wanderweg zu den Wasserfällen über den Drinkwater Creek. Spuren seiner Tätigkeit als Goldgräber, einschließlich einer von ihm gebauten Luftseilbahn, sind noch heute in der Nähe der Wasserfälle zu sehen.

## Höhe
Mit einer gemessenen Fallhöhe von 440 Metern (1443 ft) wird er von vielen als der höchste Wasserfall Kanadas angesehen, obwohl einige andere Wasserfälle in British Columbia 600 Meter (1969 ft) überschreiten, wie die Alfred Creek Falls, Deserted River Falls, Francis Falls und Gold Creek Falls; diese Maße stellen jedoch nicht die vertikale Höhe dar, so dass sie nicht als die höchsten bezeichnet werden können.